# Alejandro Bogado
Alejandro Daniel Bogado Flecha (San Lorenzo, Paraguay, 28 de julio de 1994) es un futbolista paraguayo. Juega de portero y actualmente milita en el Club Deportivo Capiatá de la División Intermedia.

## Clubes
| Club                     | País     | Año         |
| ------------------------ | -------- | ----------- |
| Guaraní                  | Paraguay | 2013 - 2017 |
| Cruz Azul                | México   | 2017 - 2018 |
| Club Sportivo 2 de Mayo  | Paraguay | 2020 - 2022 |
| Atyrá Fútbol Club        | Paraguay | 2022 - 2023 |
| Club Deportivo Itapuense | Paraguay | 2023 - 2024 |
| Encarnación FC           | Paraguay | 2024        |
| Club Deportivo Itapuense | Paraguay | 2024 - 2025 |
| Club Deportivo Capiatá   | Paraguay | 2025 - act. |

## Selección nacional
Fue parte del plantel de la selección paraguaya sub-20, que disputó el Campeonato Sudamericano de Fútbol Sub-20 de 2013 en Argentina, del 9 de enero al 3 de febrero. Obtuvo con su selección el segundo cupo a la Copa Mundial de Fútbol Sub-20 de 2013, disputado en Turquía.

## Palmarés

### Campeonatos nacionales
| Título          | Club    | País     | Año  |
| --------------- | ------- | -------- | ---- |
| Torneo Clausura | Guarani | Paraguay | 2016 |